# Denis Papin
Denis Papin [deni papén] (22. srpna 1647 Chitenay u Blois, Francie – 26. srpna 1713 Londýn, Anglie) byl francouzský matematik, fyzik a vynálezce, který se zabýval využitím síly páry a vakua.

## Život

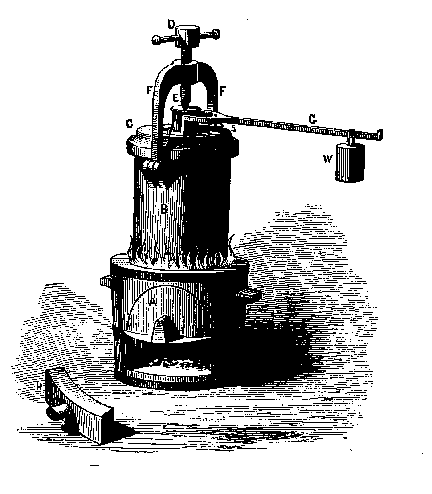
Papinův tlakový vařič

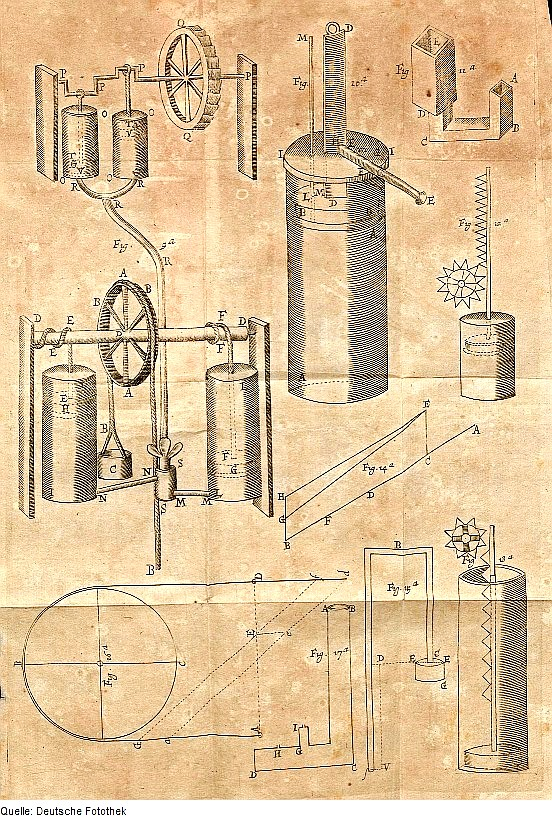
Náčrt parní pumpy

Narodil se v protestantské rodině, což později výrazně ovlivnilo jeho život. Po maturitě na jezuitském gymnáziu studoval lékařství v Angers, kde roku 1669 promoval. V roce 1670 se stal asistentem a přítelem Christiaana Huygense v Paříži a společně pracovali na stroji, který by využíval síly vody, ohně a vakua. Přitom se seznámil se svým vrstevníkem G. W. Leibnizem, s nímž si až do smrti dopisoval. Vynalezl pumpu poháněnou střelným prachem pro pohon vodotrysků v parku zámku Versailles. Roku 1675 se na pozvání Roberta Boyla odebral do Anglie a od roku 1679 byl asistentem Roberta Hooka. Ve stejném roce objevil vaření pod zvýšeným tlakem a zkonstruoval dodnes známý Papinův hrnec. Ten se sice při prvním předvedení před londýnskou Královskou společností roztrhl, ale když jej Papin doplnil o bezpečnostní ventil, fungoval spolehlivě. Roku 1681 na něj získal v Paříži královský patent. Roku 1681 se stal vedoucím experimentálního oddělení akademie věd v Benátkách, kde pracoval na vývoji parního děla a roku 1684 se stal členem Královské společnosti.
Po zrušení Ediktu nantského v roce 1685 se jako hugenotský protestant nesměl vrátit do Francie. Roku 1691 se oženil a po ostrém sporu s kazatelem hugenotské obce Th. Gautierem byl zbaven funkce staršího. V roce 1692 vynalezl ponorku a sám ji také předvedl, roku 1695 popsal první parní pumpu. Roku 1699 byl jmenován členem Královské akademie věd v Paříži. Na pozváni lanckraběte Karla odešel do hesenského Marburgu, kde pobýval v letech 1696–1707. Přednášel zde fyziku a roku 1706 postavil první parní válec a parní pumpu, která měla čerpat vodu do vodotrysků v parku, brzy se ale porouchala. Postavil také kolový parník, který mu však loďaři v Mündenu zabavili a zničili. Poté, co upadl v nemilost, odjel zpět do Anglie. Zde se sice ještě nějaký čas věnoval vynálezům, ale po několika letech zemřel v chudobě 26. srpna 1713. Posledním dokladem je záznam výplaty v Královské akademii z 5. dubna 1712. Vzhledem k nulovým finančním prostředkům byl pochován do neoznačeného hrobu.

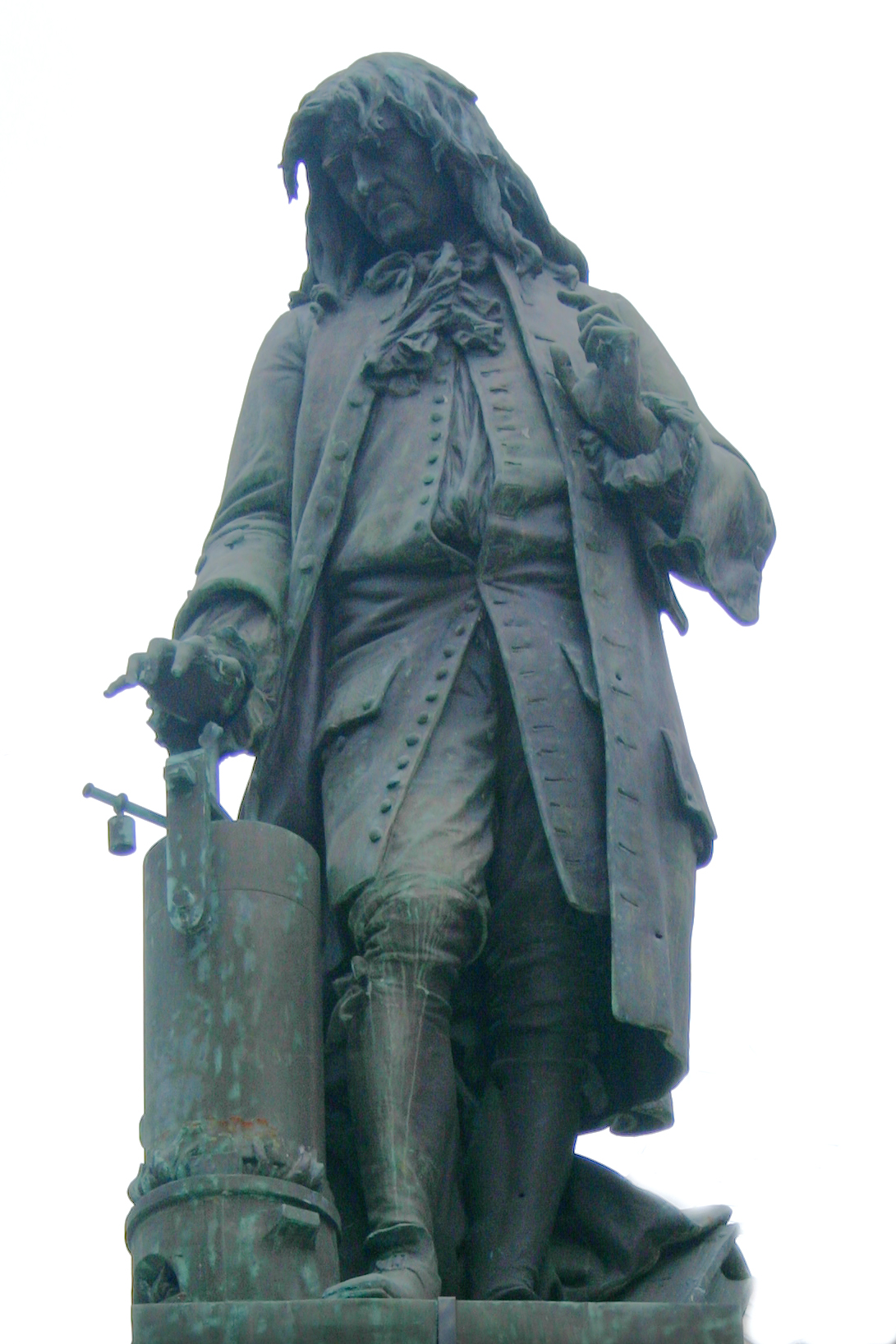
Socha v rodném městě Blois

Kromě Papinova hrnce popsal také princip nízkotlakého parního stroje (1690), postavil ponorný člun (1692), odstředivé čerpadlo (1698). Roku 1698 také postavil první parní čerpadlo na řece Fuldě, další sestavil v roce 1706 v Anglii. Na jeho myšlenky navázali Thomas Savery a Thomas Newcomen konstrukcí prvních parních strojů.